# Родинна схожість
Родинна (сімейна) схожість (нім. Familienähnlichkeit) — філософська ідея упорядкування явищ на основі їх «спорідненостей», а не абстрактних класифікацій. Популяризована філософом 20 століття Людвігом Вітгенштайном. Вітгенштайн говорить про сімейну схожість по аналогії із схожістю тих або інших рис зовнішності членів сім'ї. Деякі з них можуть мати одні загальні риси, інші — інші загальні риси, а є члени сім'ї, у яких взагалі немає схожих рис. Є припущення, що Вітгенштейн перехопив ідею та термін від Фрідріха Ніцше, який використовував його, як і багато філологів дев’ятнадцятого століття, під час обговорення мовних сімей.